# Roland Ansieau
Roland Georges Ansieau, né à Soissons le 21 décembre 1901 et mort à Paris 13e le 18 janvier 1987, est un graveur sur bois et affichiste français.

## Biographie
Roland Georges Ansieau naît à Soissons le 21 décembre 1901.
Il étudie dès l'âge de 16 ans la sculpture avant d'être admis aux Beaux-Arts. Chef d'atelier chez Léon Ullmann puis chez André Devambez entre 1920 et 1930, il obtient en 1925 une mention honorable au Salon des artistes français. 
Membre fondateur de l'Académie de l'affiche (1939), on lui doit de nombreuses affiches pour la Seita. Professeur de publicité (1947-1952), il travaille à partir de 1968 à la restauration de tableaux.
Il est par ailleurs l'illustrateur de La Bretagne vivantes de Charles Géniaux.
Roland Ansieau meurt à Paris 13e le 18 janvier 1987.